# Can Mengol (Rupià)
Can Mengol és una obra de Rupià (Baix Empordà) protegida com a Bé Cultural d'Interès Local.

## Descripció
Mas de planta rectangular amb coberta de teula a dues aigües amb carener perpendicular a la façana. La volumetria del mas és de planta baixa i un pis. Actualment les façanes estan sense arrebossar, amb la pedra, llindes i muntants d'obertura vistos, fruit d'una restauració, amb un porxo a la façana principal.
Hi ha una sèrie de construccions aïllades: un garatge i una barbacoa amb murs ceràmics arrebossats i pintats i amb coberta plana, i una barraca a la zona de la piscina amb coberta a una aigua.